# Leptostomias gracilis
Leptostomias gracilis är en fiskart som beskrevs av Regan och Trewavas, 1930. Leptostomias gracilis ingår i släktet Leptostomias och familjen Stomiidae. Inga underarter finns listade i Catalogue of Life.